# Station Momodani
Station Momodani (桃谷駅, Momodani-eki) is een spoorwegstation in de wijk Tennoji-ku in Osaka, Japan. Het wordt aangedaan door de Osaka-ringlijn. Het station heeft 2 sporen.

## Treindienst

### JR West
| 1 | ■Osaka-ringlijn | naar Tsuruhashi en Kyobashi  |
| 2 | ■Osaka-ringlijn | naar Tennoji en Shin-Imamiya |

## Geschiedenis
Het station werd in 1895 geopend aan de Osaka-spoorlijn. Het station heette aanvankelijk Momoyama (桃山), maar de naam werd 10 jaar later veranderd in Momodani. In 1961 kwam het aan de Osaka-ringlijn te liggen. In 2007 vond er een ernstig ongeluk plaats toen een blind echtpaar van het perron op het spoor viel.

## Overig openbaar vervoer
- Bussen van het gemeentelijk vervoerbedrijf:
  - Bus 73
- Bussen van Kintetsu
  - Bus 66

## Stationsomgeving
- Stadsdeelkantoor van Tennōji
- Belastingkantoor van Tennōji
- NTT West Osaka-ziekenhuis
- Politieziekenhuis van Osaka
- Momodani-park
- Het hoofdkantoor van Kita Sangyo Co., Ltd.
- Het hoofdkantoor van Shoei Printing Co., Ltd.
- Het hoofdkantoor van Descente, Ltd.
- Tsutaya
- Ganko (restaurantketen)
- McDonald's
- Lawson
- Gourmet City (supermarkt)
- Nakau
- Overdekte winkelpassage van Momodani
  - Matsumoto-Kiyoshi

Osaka · Fukushima · Noda · Nishikujo · Bentencho · Taisho · Ashiharabashi · Imamiya · Shin-Imamiya · Tennoji · Teradacho · Momodani · Tsuruhashi · Tamatsukuri · Morinomiya · Osakajo-koen · Kyobashi · Sakuranomiya · Temma · Osaka